# Alexander Stevens (Polarforscher)

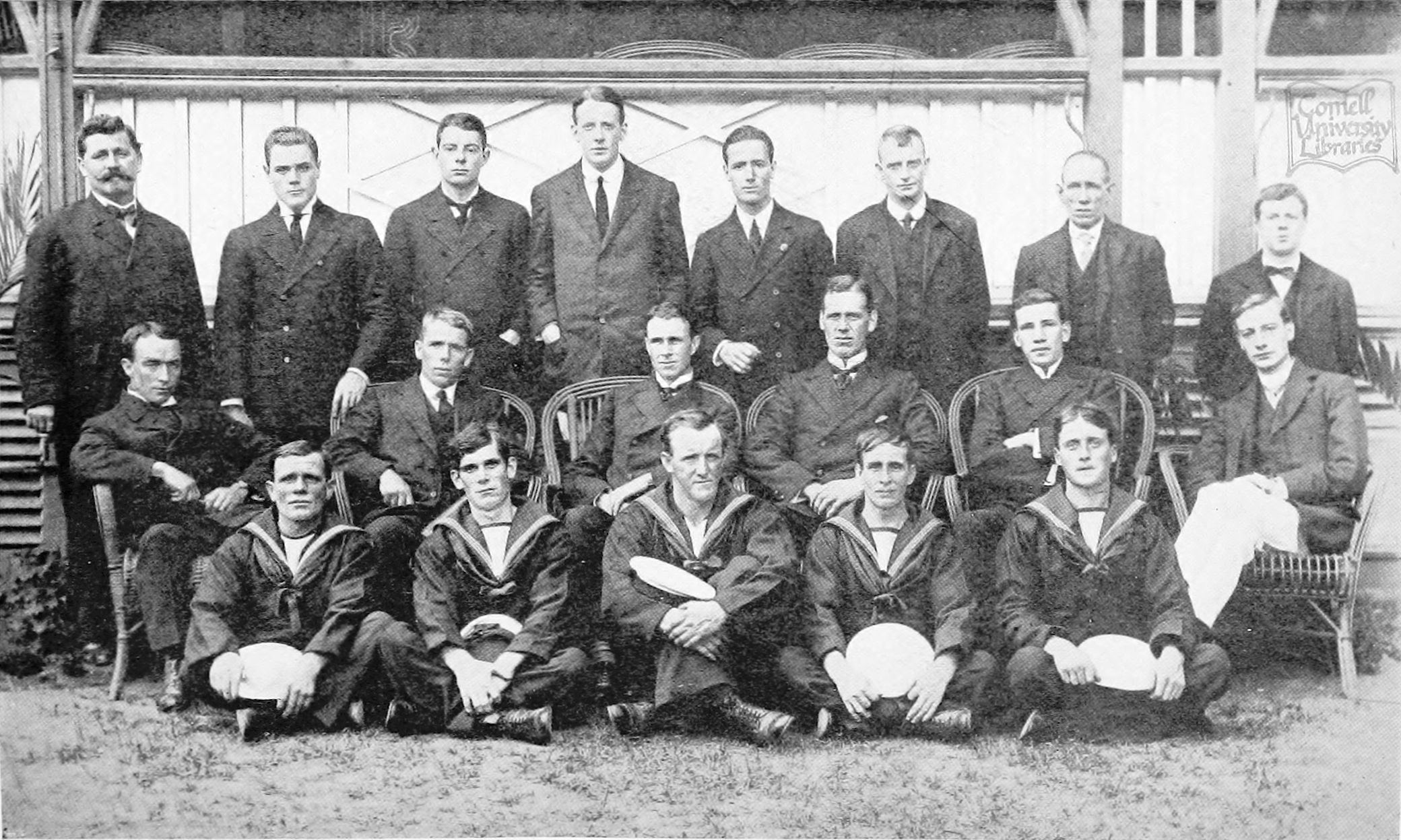
Alexander Stevens (mittlere Reihe, ganz rechts) und andere Angehörige der Ross Sea Party (Sydney, November 1914)

Alexander O. Stevens (* 11. Juli 1886 in Kilmarnock, Schottland; † 20. Dezember 1965 in Fife, Schottland) war ein britischer Biologe, Geologe und Polarforscher, der zur Ross Sea Party bei der Endurance-Expedition (1914–1917) des britischen Polarforschers Ernest Shackleton gehörte.

## Leben
Stevens war der Sohn des Butlers und späteren Kirchenbeamten David Stevens (1855–1931) und dessen Frau Catherine (geborene Louden, 1859–1929). Bereits im Alter von 14 Jahren unterrichtete er jüngere Schüler. Im Jahre 1907 erlangte er sein Magister Artium (M.A.) an der University of Glasgow im Fach Biologie und wurde danach Lehrer an einer Schule in Stornoway. Später kehrte er nach Glasgow zurück, graduierte 1913 als Bachelor of Science (B.Sc.) und arbeitete fortan in der Fakultät für Geologie der Universität.
Im Jahr 1914 wurde er Teil derjenigen von Aeneas Mackintosh geleiteten Mannschaft der Endurance-Expedition, die in der Rossmeerregion letztlich umsonst Versorgungsdepots bis zum Fuß des Beardmore-Gletschers anlegte, um es Ernest Shackletons Team zu ermöglichen, vom Weddellmeer kommend den antarktischen Kontinent über den geographischen Südpol hinweg zu durchqueren. Das Unterfangen wurde durch begrenzte Material- und Personalressourcen infolge des Abdriftens des Schiffs Aurora behindert und durch den Tod von Mackintosh, Arnold Spencer-Smith und Victor Hayward überschattet. Stevens konnte hierdurch seinen eigentlichen Aufgaben als Leiter des wissenschaftlichen Stabs nicht nachkommen und war vorwiegend anderweitig, unter anderem als Koch, beschäftigt. Während eines Transportmarsches über das Ross-Schelfeis stürzte er am 27. Oktober 1915 in eine Gletscherspalte. Ausgelaugt und erkrankt bezog er zwischen dem 30. Oktober 1915 und dem 16. Januar 1916 allein Quartier im verlassenen Basislager der Terra-Nova-Expedition (1910–1913) am Kap Royds, wo er ein meteorologisches Beobachtungsprogramm und weitere wissenschaftliche Arbeiten durchführte. Für seine Verdienste bei der Expedition erhielt er die silberne Ausführung der Polar Medal.
Nach seiner Rückkehr diente Stevens in der Endphase des Ersten Weltkriegs bei den Royal Engineers und war als Prospektor für den Abbau von Kohle auf Spitzbergen tätig. 1917 heiratete er Margaret Morrison (1890–unbekannt), mit der er eine 1918 geborene Tochter und einen 1920 geborenen Sohn bekam. In den folgenden Jahren unterrichtete er Geologie in Glasgow und wurde 1947 Professor an der dortigen Universität. 1953 zog er sich in den Ruhestand zurück, hielt jedoch dessen ungeachtet noch vereinzelt Vorlesungen an der University of St Andrews und der Johns Hopkins University. Er starb 1965 im Alter von 79 Jahren. Zu diesem Zeitpunkt litt er an einem Lungenemphysem, war erblindet und verbittert darüber, zwei Jahre seines Lebens in der Antarktis verschwendet zu haben.